# Ratxa
Ratxa (també escrit com a Radcha o Ratcha) fou una regió de Geòrgia situada al nord-oest del país. Té al nord les muntanyes del Caucas; al nord-oest la Svanètia; a l'oest, la Mingrèlia; al sud la Imerècia; i a l'est el Kartli (Xida Kartli). La regió és muntanyosa i fou governada per eristhavis durant l'edat mitjana. Avui la Ratxa forma part de la divisió administrativa de Ratxa-Letxkhumi i Kvemo Svanètia.

## Història
Després del 1200 apareix Kakhaber IV Kakhaberidze, eristhavi de Ratxa i Tavkvèria.
Devia pertànyer a Imerècia quan el príncep Miquel, germà del rei Constantí I d'Imerècia, li va prendre a aquest la Ratxa i Arguèthia abans del 1327. El 1327 va assolir la corona d'Imerècia (rei Miquel d'Imerècia) i va unir aquestos territoris a aquest territori. Va morir el 1329, deixant un sol fill, Bagrat I d'Imerècia el petit, que el va succeir
El 1478 Alexandre II d'Imerècia, segon fill de Bagrat VI, va succeir al seu pare, però enfrontat a les revoltes es va retirar a Ratxa i Lechkhumi (Lechkhumia) on va establir un principat independent. El 1483 va apoderar-se d'Imerècia, però no de la capital Kutaisi, però el 1491 es va independitzar a Imerècia, incloent Ratxa.
Essent rei de Kartli Irakli (Nazar Ali Khan) els nobles se li van revoltar i van cridar Jordi XI de Kartli que havia fugit a Ratxa junt amb el seu germà Artxil (1691). Jordi va fer submissió al xa i el van nomenar altre cop com a rei, però va ser deposat el 1695. Ratxa servia doncs de refugi a reis deposats de l'est i de l'oest. El 1695 l'eristhavi de Ratxa es va revoltar amb altres nobles i el rei Alexandre IV d'Imerècia fou arrestat i entregat al rei de Kartli, Jordi XI, que el va fer matar. Jordi IV Gotcha, fill de Bagrat Gotchashvili (una branca secundària dels Bagrationi) va ser deposat per l'eristhavi de Ratxa el 1698. En aquesta època s'esmenten com a eristhavis a Katzia II Orbèliani (cap al 1680) i a Koshita III Orbèliani (abans del 1700). Papuna Chkeidze era eristhavi o mthavari de Ratxa cap al 1710. L'eristhavi Koshita III Chkeidze conta que va morir el 1729 i és probable que els dos Koshita III siguin una sola persona.
L'octubre de 1711 Mamia III Gurieli va enderrocar Jordi VI d'Imerècia i va recuperar el tron, però el juny de 1712 Jordi el va derrotar a Chkar i va recuperar el poder. Mamia III va fugir a Ratxa i va tornar amb ajuda i va enderrocar Jordi al cap de poc temps (finals de 1712)
Cap a mitjans de la centúria (1750) s'esmenta al eristhavi Rustam I Chkheídze segurament el mateix que altres fonts esmenten com a Rostom I de Ratxa.
Salomó I d'Imerècia va succeir al seu pare Alexandre V com a rei d'Imerècia el març del 1752 i va prohibir el tràfic d'esclaus. El thavadi (noble) Levan Abashidze i l'eristhavi de Ratxa van organitzar revoltes contra el rei en les que inclòs va participar la mare de Salomó. Però aquest amb l'ajuda dels petits thavadis (nobles), i aliat als mthavaris de Mingrèlia i Gúria va poder-los derrotar. El pasha de Samtskhé-Saatabago li va ordenar al rei que permetés la venda d'esclaus però si va negar i li van fer costat el seu cunyat Katsia Dadiani de Mingrèlia, Mamia Gurieli de Gúria i el mthavari Khutunia Shirvashidze de Samurzakan. L'exèrcit turc envaí el país i va acampar a Okriba, prop de Khressili. Levan Abashidze i Rostom, eristhavi de Ratxa, van unir-se als turcs. El 14 de desembre de 1757 el rei ataca als turcs i es lliura batalla, guanyant-la. Levan Abashidze va morir i pel costat reial Khutunia Shirvashidze. El sathavado (ducat) dels Abashidze fou sotmès al rei i el fill de Levan, Gedeó, va ser cegat. L'eristhavi de Ratxa va poder escapar
El 1768 l'ex rei Salomó va derrotar a Tskhratskaro al seu cosí Teimuraz d'Imerècia, fill de Mamuka, que ostentava el tron, i que tenia el suport de Rostom de Ratxa, però també de Katsia Dadiani i Jordi Gurieli entre d'altres. Teimuraz va ser fet presoner i va morir a la presó de Mukhuri Poc després fou capturat Rostom de Ratxa i cegat amb el seu fill. Ratxa fou incorporat als dominis reials menys una part que va ser donat a senyors fidels. Salomó va recuperar el tron. Així el principat de Ratxa va desaparèixer com a tal després del 1768.